# Shandong Innovation Group
Die Shandong Innovation Group Co., Ltd. (kurz: SIG) ist einer der weltweit größten voll integrierten Hersteller von Aluminiumlegierungen, mit über 20.000 Mitarbeitern und einer jährlichen Gesamtproduktionskapazität von mehr als 5 Millionen Tonnen. Das Unternehmen hat seinen Sitz in der Stadt Zouping, Binzhou, Provinz Shandong, China.

## Geschichte
Das Unternehmen wurde im Jahr 2002 gegründet und hat heute weltweit mehr als 20 Tochtergesellschaften, darunter die Innovation New Material Technology Co., Ltd. (SH.600361), die an der Shanghaier Börse notiert ist. Es gehört zu den 500 größten Unternehmen Chinas. Das Produktportfolio umfasst Aluminiumoxid, Elektrolyt-Aluminium, Flachwalzprodukte, Strangpressprofile, Kabel und Drähte sowie Leichtmetallräder, die in Branchen wie 3C-Elektronik, Automobil, erneuerbare Energien, Bauwesen und Elektrizitätsversorgung Anwendung finden.
Shandong Innovation Sheet Materials Co., Ltd. wurde im Juni 2008 als Holding-Tochtergesellschaft der Innovation New Materials Technology Co., Ltd. mit einem Stammkapital von 300 Millionen Yuan gegründet. Das Unternehmen hat zwei Tochtergesellschaften, Shandong Innovation Foil Technology Co., Ltd. und Shandong Innovation Precision Aluminum Metal Manufacturing Co., Ltd., mit insgesamt über 2400 Mitarbeitern. Das Unternehmen beschäftigt sich hauptsächlich mit der Forschung und Entwicklung, der Produktion und dem Vertrieb von hochpräzisen Aluminiumplatten und -folien.
Als einer der größten Hersteller von Aluminiumlegierungen besteht die Shandong Innovation Group derzeit aus über 10 Industrieparks, in denen die Tochtergesellschaften der Gruppe untergebracht sind.
2023 schloss das Unternehmen Verträge über die Lieferung von Technik, Verbrennungs- und Steuerungssystemen für 27 Kippschmelzöfen mit einer Kapazität von 70 Tonnen der Firma Gautschi.
Seit 2024 kooperiert der schwedische Konzern Gränges mit der chinesischen Shandong Innovation Group bei der Errichtung einer Aluminium-Recycling- und Gießanlage in Yunnan.